# Anthaxia tragacanthi
Anthaxia tragacanthi es una especie de escarabajo del género Anthaxia, familia Buprestidae. Fue descrita científicamente por Iablokoff-Khnzorian en 1957.

## Distribución
Habita en el Neártico, Neotrópico, región indomalaya, Paleártico y región afrotropical.